# Кравец, Лазарь Исаакович
Ла́зарь Исаа́кович Кра́вец (8 марта 1925, Москва — 14 июня 2008, Санкт-Петербург) — советский футболист, защитник и полузащитник, игрок ленинградских футбольных команд «Зенит» и «Спартак».
Во время Великой Отечественной войны воевал в составе 66-й отдельной разведроты 63-й гвардейской дивизии под Синявином, Выборгом, на Пулковских высотах. Был тяжело ранен. Награждён орденами Красной Звезды, орденом Славы III степени, орденом Отечественной войны I степени, медалями «За отвагу», «За оборону Ленинграда». После выздоровления одна рука осталась повреждённой и плохо действующей, Кравец был квалифицирован как инвалид второй группы.
В 1946 году был приглашён в ленинградский «Спартак», летом перешёл в «Зенит», где провёл всю оставшуюся карьеру. В 1947 году в команду «Зенит» пришли Фридрих Марютин, Анатолий Коротков, Николай Гартвиг. Вместе с ветеранами команды, героями кубковой победы 1944 года Леонидом Ивановым, Борисом Левиным-Коганом, Алексеем Пшеничным, Борисом Чучеловым, Николаем Смирновым, Алексеем Яблочкиным, Николаем Копусом, Виктором Бодровым они составляли сильную команду. Завершил карьеру игрока в 1956 году.
14 июня 2008 года на 83-м году жизни Лазарь Кравец скончался в Санкт-Петербурге в Мариинской (в то время — Куйбышевской) больнице. Похоронен на Преображенском еврейском кладбище.